# ルイジ・バッティフェッリ
ルイジ・バッティフェッリ(Luigi Battiferri、バッティフェリ、バッティフェルリ 1600年または1610年頃 - 1682年頃)は、イタリアのバロック音楽の作曲家、オルガニストである。
その生涯について、詳しいことはほとんどわかっていないが、サッソコルヴァーロ生まれで、ジローラモ・フレスコバルディに師事し、ウルビーノやフェラーラで活躍したという。現存する彼の作品は、5巻存在し、その多くが1669年に出版されている。それらはドイツなどへも伝わり、バッハやフックス、ゼレンカなどにも知られていた。
作品は4から6声部による1から6の主題のリチェルカーレ集、その他独唱と通奏低音のためのモテットなどが現存する。